# Setaria poiretiana
Setaria poiretiana är en gräsart som först beskrevs av Schult., och fick sitt nu gällande namn av Carl Sigismund Kunth. Setaria poiretiana ingår i släktet kolvhirser, och familjen gräs. Inga underarter finns listade i Catalogue of Life.